# Министерство национальной безопасности Азербайджана
Министерство национальной безопасности Азербайджана — центральный орган исполнительной власти Азербайджана, осуществлявший полномочия в области разведывательной и контрразведывательной деятельности, охраны государственной тайны, раскрытия, предупреждения и предотвращения преступлений.

## История
28 марта 1919 года при Генеральном штабе Военного министерства АДР было создано разведывательное и контрразведывательное подразделение.
В период СССР действовал КГБ при Совете Министров Азербайджанской ССР, ранее известный как НКВД – НКГБ – МГБ – МВД Азербайджанской ССР.
1 ноября 1991 года на основе КГБ Азербайджанской ССР было создано Министерство национальной безопасности Азербайджана. Региональные управления Министерства находились в Баку, Гяндже и Нахичевани.
В ходе существования в структуру Министерства национальной безопасности была введена Служба военной контрразведки, но из его ведения вывели Управление пограничными войсками, создав на его базе Государственную пограничную службу. Это было осуществлено в результате реформы 1 августа 2003 года.
14 декабря 2015 года, указом президента Азербайджана Ильхама Алиева, на базе МНБ была создана Служба государственной безопасности и Служба внешней разведки.

## Задачи
- Разведывательная деятельность
- Контрразведывательная деятельность
- Экономическая безопасность и борьба с коррупцией
- Энергетическая безопасность
- Борьба с терроризмом
- Борьба с незаконным оборотом наркотических средств и контрабандой
- Борьба с нелегальной миграцией и торговлей людьми
- Борьба с киберпреступностью
- Борьба с незаконной торговлей оружием

## Обязанности
- Принятие мер по созданию благоприятной ситуации для осуществления государственной политики, направленной на обеспечение национальной безопасности Азербайджана
- Организация и осуществление с целью обеспечения национальной безопасности разведывательной, контрразведывательной и оперативно-розыскной деятельности, проведение расследований и предварительного следствия по уголовным делам, относящимся к его полномочиям
- Изыскание и анализ сведений о намерениях, планах и деяниях зарубежных органов спецслужб, организаций и отдельных лиц, направленных против национальных интересов Азербайджана, прогноз реальных и потенциальных угроз национальной безопасности
- Принятие мер с целью обнаружения, опережения и предотвращения разведывательной, террористическо-диверсионной и иной подрывной и преступной деятельности зарубежных органов спецслужб, организаций, преступных группировок и отдельных лиц, направленной на нанесение ущерба суверенитету, территориальной целостности, основам конституционного строя и безопасности, экономическому, научно-техническому и оборонному потенциалу и иным национальным интересам Азербайджана
- Борьба с международным терроризмом и другими формами транснациональных организованных преступлений
- Информирование Президента Азербайджана и по его поручению различных государственных органов об угрозах национальной безопасности, обеспечение их необходимыми разведывательными данными по политической, экономической, военной, научно-технической, экологической и иным областям, связанными с обеспечением национальной безопасности
- Осуществление контрразведывательного обеспечения Министерства обороны и структур, входящих в его состав, внутренних войск Министерства внутренних дел, Государственной Пограничной Службы Азербайджана и входящих в его состав структур, и иных военных ведомств
- Принятие мер по обеспечению безопасности военно-промышленного комплекса, энергетики, транспорта, связи и иных стратегически важных сфер экономики, а также научно-технических разработок и их результатов, имеющих значение с точки зрения национальной безопасности
- 8.9. В необходимых случаях принимает меры для обеспечения безопасности сотрудников дипломатических и других представительств Азербайджанской Республики в зарубежных странах и членов их семей в период их пребывания за рубежом, граждан Азербайджанской Республики, допущенных к работе с составляющими государственную тайну сведениями, в период их нахождения в командировке за рубежом;
- 8.10. Принимает участие в обеспечении охраны государственных тайн, соблюдения режима конфиденциальности, безопасности специальных средств связи и шифровальной работы в государственных органах, Вооружённых Силах и иных вооружённых формированиях, учреждениях, предприятиях и организациях Азербайджанской Республики, в дипломатических и иных представительствах Азербайджанской Республики в зарубежных странах;
- 8.11. Осуществляет необходимые меры по обнаружению, опережению и предотвращению в Вооружённых Силах и иных вооружённых формированиях нарушений правил хранения и перевозок оружия и боеприпасов, деяний направленных на ослабление боеспособности, случаев захвата, хищения и уничтожения государственного имущества, в том числе вооружений, боеприпасов, военной техники, взрывчатых, ядовитых и радиоактивных веществ;
- 8.12. Обеспечивает информацией Вооружённые Силы и иные вооружённые формирования о нарушениях требований по режиму охраны военных объектов, хранение составляющих государственную тайну сведений, обстоятельств, ставших причиной такого рода нарушений, выявленные и предполагаемые нарушения в области охраны Государственной границы Азербайджанской Республики, а также о случаях, которые могут вызвать в этих структурах чрезвычайные происшествия с тяжёлыми последствиями;
- 8.13. Осуществляет контрмеры против технической разведки иностранных спецслужб, проводит техническую разведку;
- 8.14. Предпринимает комплекс мер в области защиты информационных технологий и программного обеспечения, имеющих значение с точки зрения национальной безопасности;
- 8.15. Принимает участие в обеспечении специальными средствами связи государственных органов и их должностных лиц в установленном законодательством порядке;
- 8.16. Ведёт оперативный учёт происшествий, фактов, предметов и других информационных источников, связанных с обеспечением разведывательной, контрразведывательной и оперативно-розыскной деятельности, начинает и регистрирует оперативно-регистрационное дело;
- 8.17. Выполняет постановления судов о проведении оперативно-розыскной работы, решения или письменные поручения следственных органов по уголовным делам, а также решения полномочных субъектов оперативно-розыскной работы;
- 8.18. Обеспечивает безопасность своих сотрудников, их близких родственников, лиц помогающих субъектам разведывательной и контрразведывательной деятельности, а также лиц, принимавших участие в уголовном процессе, их близких родственников;
- 8.19. Совместно с иными государственными органами ведёт борьбу с контрабандой, незаконным оборотом специальных технических средств, предназначенных для добычи информации нелегальным путём, наркотических средств, психотропных веществ и прекурсоров, сильнодействующих, ядовитых, отравляющих, радиоактивных, взрывчатых веществ и установок, военной техники, огнестрельного оружия, и боеприпасов, ядерных, химических и биологических и другого оружия массового поражения, материалов и оборудования, которые могут быть использованы при изготовлении оружия массового поражения, стратегического сырья, предметов, имеющих культурную, историческую и археологическую ценность;
- 8.20. Осуществляет взаимодействие с государственными органами и предприятиями связи в области организационно-технического обеспечения оперативно-розыскных мероприятий в сетях связи;
- 8.21. В случае получения сведений, относящихся к полномочиям других субъектов оперативно-розыскной деятельности, проводит неотложные мероприятия и немедленно информирует эти органы, оказывает им необходимое содействие;
- 8.22. Осуществляет взаимодействие с другими субъектами разведывательной и контрразведывательной деятельности;
- 8.23. При содействии Государственной Пограничной Службы Азербайджанской Республики осуществляет меры по оперативному обеспечению государственной границы Азербайджанской Республики;
- 8.24. При содействии Министерства Внутренних Дел Азербайджанской Республики принимает меры по обеспечению безопасности расположенных на территории Азербайджанской Республики дипломатических и иных представительств иностранных государств;
- 8.25. Готовит квалифицированные кадры для органов министерства, обеспечивает усовершенствование профессиональной подготовки, повышение квалификации и морально-психологическую подготовку военнослужащих и работников;
- 8.26. Организует и обеспечивает мобилизационную подготовку министерства;
- 8.27. Организует регистрацию и рассмотрение поступающих обращений, приём граждан;
- 8.28. Организует учёт материальных и финансовых средств, контролирует их использование, проверяет деятельность структурных подразделений и осуществляет их ревизию;
- 8.29. Осуществляет пенсионное обеспечение переведённых в запас или ушедших в отставку военнослужащих Министерства, а также членов их семей в порядке и случаях, предусмотренных законодательством;
- 8.30. Осуществляет комплекс профилактических, лечебных, санаторно-курортных и иных мер по охране здоровья военнослужащих, работников, пенсионеров, а также членов их семей;
- 8.31. Министерство в соответствии с законодательством выполняет и иные обязанности.

## Борьба с организованной преступностью
- Экономическая безопасность и борьба с коррупцией

Нейтрализация существующих рисков и угроз для сохранения и развития экономического потенциала Азербайджанской Республики, увеличение экономической мощи страны является важнейшим фактором национальной безопасности. Исходя из соответствующих принципов, Министерство Национальной Безопасности постоянно следило за рисками и угрозами экономической безопасности, определяет их источники, существующие и потенциальные цели, а также основные направления деятельности по предотвращению этих угроз.
- Энергетическая безопасность

Основными задачами МНБ в этой сфере являются обеспечение безопасности действующих или планируемых инфраструктур топливно-энергетического комплекса, выявление и систематизация возможных технических неполадок, а также пресечение попыток внедрения иностранных спецслужб, выявление слабых мест для террористическо-диверсионных и разведывательно-подрывных действий, отслеживание процессов и изменений в оперативной обстановке, их анализ и прогнозирование, принятие упреждающих мер.
- Борьба с незаконным оборотом наркотических средств и контрабандой

МНБ АР ведёт борьбу с незаконным оборотом различной продукции, в особенности с контрабандой стратегического сырья, веществ двойного назначения, материальных и культурных ценностей, продукции вредной для человеческого организма.
- Борьба с нелегальной миграцией и торговлей людьми

Выявление и предотвращение преступлений, связанных с нелегальной миграцией и торговлей людьми занимает важное место в борьбе с транснациональной организованной преступностью. За последние 3 года (2005) на основании материалов о фактах незаконной миграции, собранных органами национальной безопасности и отправленных в органы прокуратуры и внутренних дел, было возбуждено 18 уголовных дел.
- Борьба с киберпреступностью

В последнее время киберпреступления, в особенности кибертерроризм принимает все более опасный характер в Азербайджане, что увеличивает необходимость совершенствования деятельности Министерства Национальной Безопасности по предотвращению этой опасности. В последние годы было уделено большое внимание именно указанным сферам, приняты адекватные меры по усовершенствованию возможностей по борьбе с киберугрозами со стороны МНБ АР.

## Деятельность
Первый в мире проект полупогружной буровой платформы (ППБП) был создан в Техасе (США) в рамках проекта «Мохол» (Mohole). С её помощью американцы в самом начале 60-х годов начали бурить в Мексиканском заливе свои первые разведочные скважины на море, пытаясь также выяснить возможность достижения в теории поверхности Мохоровичича. Очень скоро почти 1000 единиц секретной технической документации (расчёты, чертежи, схемы и т. д.) оказались в первом отделе разработчика советских плавучих буровых платформ — НИИ «Гипроморнефть». Таков был результат разведоперации, проведённой в начале 60-х годов группой «Т» (техническая разведка) КГБ Азербайджанской ССР. Используя секретную американскую документацию, «Гипроморнефть» в короткие сроки «разработал» советский аналог «Мохола», благодаря чему Азербайджан стал обладателем уникальных для Каспия плавучих буровых установок. Секретное досье на «Мохол» по сей день хранится в архивах Министерства национальной безопасности Азербайджана.
Последний председатель КГБ Азербайджана — генерал-майор Гусейнов Вагиф Алиовсатович. Он начинал с журналистики: работал на радио, редактировал молодёжную газету. Был первым секретарём ЦК комсомола Азербайджана, секретарём ЦК ВЛКСМ по международным вопросам, руководителем одного из управлений МИД СССР, последним председателем КГБ Азербайджана. Ныне Гусейнов член российского Совета по внешней и оборонной политике, директор Института стратегических оценок и анализа (ИСОА).
Подготовку сотрудников осуществляла Академия МНБ имени Гейдара Алиева (ныне известная как Академия Службы государственной безопасности имени Гейдара Алиева).

## Сотрудничество
Едва ли не главным партнёром азербайджанских спецслужб (в том числе МНБ) с момента провозглашения независимости были их турецкие коллеги. Как утверждали некоторые источники, эти отношения курировались исключительно министром МНБ. Партнёром Турции является Израиль, и Азербайджан сотрудничает с разведкой и этой страны. В феврале 1998 года журнал «Аль-Васат», выходящий на арабском языке в Вашингтоне, сообщил о секретном докладе ЦРУ в отношении Израиля и его роли на Среднем Востоке. В докладе утверждается, что «главным союзником Израиля в этом регионе будет Турция, потому что она нуждается, как и Израиль, в нефти среднеазиатских республик, в особенности Азербайджана, который получил открытую поддержку израильского правительства в конфликте с Арменией по Нагорному Карабаху». В докладе подчёркивается, что Израиль и Турция снабжали правительство Азербайджана оружием, в том числе переносными зенитно-ракетными комплексами «Стингер». Одновременно, утверждает «Аль-Васат», Израиль осуществил безвозмездную подготовку служащих органов безопасности и разведки Азербайджана.
МНБ сотрудничало с разведсообществом США. В 1999 году президент США Билл Клинтон направил Гейдару Алиеву благодарственное послание по поводу того, что американским и азербайджанским спецслужбам удалось предотвратить взрыв американского посольства в Баку. Официальный Баку полностью поддерживает антитеррористическую операцию США[какую?].

## Критика
В самом начале существования МНБ было не в состоянии исполнять свои обязанности, что, по мнению обозревателя «Российской газеты» Игоря Елкина, связывалось с традиционным кумовством и торговлей должностями (по данным газеты за 2006 год, некоторые платили по 5 тысяч долларов за трудоустройство на должность следователя МНБ). Раскрытие многих преступлений и заговоров Елкин также связывал с издержками политической борьбы. Обвинения в подготовке заговоров звучали в адрес Ирана, Армении, Турции (попытка госпереворота в 1995 году) и даже России. В июне 1997 года Намиг Аббасов заявил в интервью «Независимой газете», что инструкторами обвинённого в попытке госпереворота Сурета Гусейнова были сотрудники ГРУ.
Расформирование МНБ и учреждение Службы государственной безопасности Азербайджана также связывают с царившей на момент расформирования МНБ коррумпированностью.

## Операции
- Операция «Гартал» — антитеррористическая операция МНБ Азербайджанской Республики, по обезвреживанию лидеров группы «Лесные братья» на территории Гусарского района.
- Операция «Чёрный пояс» — операция по обезвреживанию преступной группы, которая занималась похищением и убийством людей на территории Азербайджана.
- Дело генералов — арест и в дальнейшем суд над высокопоставленными офицерами Министерства Обороны Азербайджана по обвинению в покушении на Гейдара Алиева.

## Министры
- Ильгусейн Гусейнов (7 ноября 1991 — 16 мая 1992)
- Фахраддин Тахмазов (16 мая 1992 — 17 июня 1993)
- Намиг Аббасов (17 июня — 3 июля 1993) (и.о.)
- Нариман Имранов (3 июля 1993 — 22 сентября 1994)
- Намиг Аббасов (22 сентября 1994 — 22 марта 1995) (и.о.)
- Намиг Аббасов (22 марта 1995 — 23 июля 2004)
- Эльдар Махмудов (23 июля 2004 — 17 октября 2015)
- Мадат Гулиев (20 октября — 14 декабря 2015) (и.о.)